# Fibulosebacea
Fibulosebacea is een monotypisch geslacht van schimmels behorend tot de familie Auriculariaceae. Het bevat alleen de soort Fibulosebacea strigosa.